# Districtul Na Thom
Na Thom (în thailandeză นาทม) este un district (Amphoe) din provincia Nakhon Phanom, Thailanda, cu o populație de 21.930 de locuitori și o suprafață de 398,1 km².

## Componență
Districtul este subdivizat în 3 subdistricte (tambon), care sunt subdivizate în 35 de sate (muban).
| Nr. | Nume     | În thailandeză | Sate | Locuitori |  |
| --- | -------- | -------------- | ---- | --------- |  |
| 1.  | Na Thom  | นาทม           | 15   | 8,310     |  |
| 2.  | Nong Son | หนองซน         | 12   | 8,331     |  |
| 3.  | Don Toei | ดอนเตย         | 8    | 5,289     |  |